# I Want Someone to Eat Cheese With
Pour plus de détails, voir Fiche technique et Distribution.
I Want Someone to Eat Cheese With est un film américain réalisé par Jeff Garlin, sorti en 2006.

## Fiche technique
- Titre original : I Want Someone to Eat Cheese With
- Réalisation : Jeff Garlin
- Scénario : Jeff Garlin
- Direction artistique : Chris Cleek, Michael Levinson
- Décors : Margaret M. Miles
- Photographie : Peter Biagi
- Montage : Steven Rasch
- Production : Jeff Garlin, Erin O'Malley, Steve Pink
  - Production déléguée : Rob Kolson, David Miner, Harold Ramis
  - Production associée : Megan Murphy, Mark Stein
  - Coproduction : Craig Horwich
- Société(s) de production : 3 Art Entertainment, Sawin' & Puddin' Productions LLC, The Weinstein Company
- Société(s) de distribution :  IFC Films
- Budget : 1 500 000 $ US[1]
- Pays de production : États-Unis
- Année : 2006
- Langue originale : anglais
- Format : couleur – 35 mm – 1,85:1 – Dolby Digital
- Genre : comédie romantique
- Durée : 80 minutes
- Date de sortie : 
  - États-Unis : 28 avril 2006 (Tribeca Film Festival)

## Distribution
- Jeff Garlin : James Aaron
- Dan Castellaneta : Dick
- Mina Kolb : Mrs. Aaron
- Paul Mazursky : Charlie Perlman
- Phyllis Smith : OA Lady - Marsha
- Cindy Caponera : OA Lender
- Sarah Silverman : Beth
- Richard Kind : Herb Hope
- Elle Fanning : Penelope
- Bonnie Hunt : Stella Lewis
- Rose Abdoo : Car Dealership Receptionist
- Tim Kazurinsky : Bill Bjango
- Jessy Schram : Fake Daughter
- Joey Slotnick : Larry